# 马扎里沙里夫清真寺
哈兹拉特·阿里陵墓（阿拉伯语：حضرت علی مزار ）位于阿富汗马扎里沙里夫，俗称蓝色清真寺，是阿富汗最大的清真寺。逊尼派穆斯林认为这里埋葬着哈兹拉特·阿里。逊尼派将阿里视为他们的第四位正统哈里发，他们每年都向哈兹拉特·阿里敬献牺牲。
馬扎里沙里夫清真寺也是许多朝圣者每年庆祝诺鲁孜节的地方。每年的Jahenda Bala仪式上，会升起一面圣旗以纪念哈兹拉特·阿里。人们在新的一年里摸旗子以祈求獲得好运。

## 外部連結
- 维基共享资源上的相關多媒體資源：马扎里沙里夫清真寺